# Rita Guerra
Rita Guerra, właściwie Rita Maria de Azevedo Mafra Guerra (ur. 22 października 1967 w Lizbonie) – portugalska piosenkarka.

## Życiorys
Od 1989 występuje z koncertami w Casino do Estoril, gdzie trafiła za sprawą Adamo. W 1990 wydała debiutancki album pt. Pormenores sem a mínima importância, na którym gościnnie pojawił się Rui Veloso oraz zespół Taxi. W 1992 zajęła drugie miejsce z utworem „Meu amor inventado em mim” w krajowych eliminacjach do 37. Konkursu Piosenki Eurowizji. W 1995 wydała album pt. Independence Day. W 1999 występowała z Heleną Vierą i Albertinem João Santosem Pereirą (ps. „Beto”) w przedstawieniu POPera, w 2000 wydała album pt. Desencontros, który nagrała z „Beto”, a w 2001 wydała album pt. Da Gama, nad którym pracowała z Pedro Osório i Paulo de Carvalho
W 2003 została wybrana wewnętrznie przez Rádio e Televisão de Portugal (RTP) na reprezentantkę Portugalii podczas 48. Konkursu Piosenki Eurowizji w Rydze. Pod koniec lutego telewizja zorganizowała koncert selekcyjny Festival da Canção, podczas którego Guerra zaśpiewała trzy propozycje eurowizyjne (wybrane spośród ok. 500 nadesłanych do nadawcy propozycji): „Prazer no pecado”, „Estes dias sem fim” i „Deixa-me sonhar (só mais uma vez)”. Największe poparcie telewidzów (75% głosów) uzyskał trzeci utwór, który przed konkursem został nagrany w nowej, portugalsko-anglojęzycznej wersji. 24 maja Guerra wystąpiła w finale Eurowizji 2003 i zajęła w nim 22. miejsce. Dzień przed finałem zmarł jej brat, który chorował na raka.
W 2004 otrzymała rolę w musicalu Fruta Cores wystawianym Casino of Estoril. W 2005 wydała album, zatytułowany po prostu Rita, za którego produkcję odpowiadał Paulo Martins, późniejszy mąż Guerry. W kolejnych latach piosenkarka wydała kolejne trzy płyty: Sentimento (2007), Luar (2010) i Retrato (2011) oraz dwa albumy koncertowe: O melhor de acústico ao vivo (2008) i Ao vivo no CCB (2013).

## Dyskografia
Albumy studyjne
- Pormenores sem a minima importância (1992)
- Independence Days (1995)
- Desencontros (2000)
- Rita (2005; reedycja w 2006)
- Sentimento (2007)
- Luar (2010)
- Retrato (2011)

Albumy koncertowe
- As Canções do Século (1994)
- O melhor de acústico ao vivo (2008)
- Ao vivo no CCB (2013)